# Quinto Vibio Crispo
Lucio Junio Quinto Vibio Crispo (en latín: Lucius Iunius Quintus Vibius Crispus; Vercelli, 13 - 94) fue un senador romano que vivió en el siglo I y desarrolló su cursus honorum bajo Nerón, Vespasiano, Tito, y Domiciano. Fue cónsul sufecto en tres ocasiones, la primera en 61, la segunda vez en el año 74 junto con Tiberio Plaucio Silvano Eliano, y por tercera vez en el año 83 junto con Aulo Didio Galo Fabricio Veyentón. 

## Orígenes familiares
Crispo procedía de una familia del orden ecuestre, miembro de la gens Vibia. Según Tácito, Crispo nació en Vercellae. Según Olli Salomies, nació como Quinto Vibio Crispo, y fue adoptado por un Lucio Junio algún tiempo antes de su segundo consulado. Su hermano era Lucio Vibio Secundo; si Crispo era el hermano menor, eso no solo indicaría que el nombre de su padre era Lucio Vibio, sino que ofrecería una explicación de su  adopción.

## Carrera política
La vida de Crispo antes de llegar al consulado por primera vez, bajo Nerón, se conoce sólo indirectamente. Tácito, en sus Historias, nos dice que fue delator, o informador durante esos años, lo que explicaría la fuente de parte de su reputada fortuna. Se desconoce la fecha de su primer consulado, pero Giuseppe Camodeca redujo las fechas posibles a los años 60 o 61.
La primera aparición registrada de Crispo fue hacia finales del año 60, cuando su hermano fue condenado por extorsión por un cargo presentado por los mauretanos y fue expulsado de Italia y Crispo, a través de su influencia en el Senado romano, logró salvarlo de una sentencia mayor.
En el año 68, Crispo fue nombrado curator aquarum o supervisor de acueductos en Roma. Crispo se destacó durante el caos del Año de los Cuatro Emperadores en varias ocasiones. Una vez, en el Senado, procesó al caballero Annio Fausto por ser un delator, ya que Fausto había informado contra su hermano, posiblemente en relación con sus crímenes contra los Mauritanos; aunque Crispo logró ganar su juicio contra Fausto, Tácito señala que fue contra una oposición feroz: "Muchos recordaron que Crispo había seguido la misma profesión con provecho; no era la pena, sino el fiscal lo que les disgustaba". Tácito indica también que ese mismo año se destacó en el Senado en el enjuiciamiento de los delatores activos durante el reinado de Nerón.
Su siguiente aparición fue como amicus de Vitelio, proporcionando un ejemplo memorable de la glotonería de ese emperador, ya que este emperador era aficionado a celebrar maratones de banquetes, y Crispo se vio obligado a ausentarse de uno de ellos por enfermedad. Dion Casio cita a Crispo diciendo después: "Si no hubiera caído enfermo, seguramente habría perecido".
A pesar de haber sido íntimo de Vitelio, Crispo recuperó su prestigio cuando Vespasiano lo derrotó y se apropió del Imperio. Se le permitió participar en el sorteo de provincias y se le asignó la gobernación proconsular de África entre 71 y 72, durante su mandato se registró que su legado, Cayo Flavio, estableció un récord navegando desde esa provincia hasta Ostia en dos días. Luego, fue gobernador de la Hispania Tarraconense entre los años 73 y 74. Ese mismo año, Crispo accedió al consulado sufecto por segunda vez en el nundinium de marzo-julio del año 74 como colega de Tiberio Plaucio Silvano Eliano.
Crispo mantuvo su posición como amicus durante el reinado del hijo menor de Vespasiano, Domiciano. "Aunque nadie podría haber sido un consejero más útil para Domiciano, limitó sus conversaciones con el emperador a temas cotidianos; nunca emitió sus opiniones privadas ni se jugó la vida por la verdad". Fue Domiciano quien le otorgó un tercer consulado sufecto, en el año 83 junto con Aulo Didio Galo Fabricio Veyentón. En una ocasión, durante este tiempo, cuando se le preguntó una vez si alguien estaba a solas con el emperador, Crispo respondió ingeniosamente: "No, ni siquiera una mosca", una referencia sarcástica a la reputada costumbre de Domiciano de matar insectos y exhibirlos en el extremo de un alfiler o un estilete de escribir.
Si uno de los epigramas de Marcial se refiere realmente a Crispo, es posible que ya hubiera fallecido en el año 93, ya que en el poema publicado ese año Marcial se refiere a  un Crispo que había despilfarrado toda su fortuna en sí mismo y había dejado a su esposa viuda sin dinero.

## Familia
Quinto Vibio Secundo, cónsul sufecto en el año 86, es considerado su hijo. Se desconoce si Crispo estaba emparentado con Lucio Vibio Sabino, padre de la emperatriz romana Vibia Sabina.